# Spvg Versmold
Die SpVg Versmold (vollständiger Name: Sportvereinigung Versmold e. V. 1945) ist ein Sportverein aus Versmold im Kreis Gütersloh. Der Verein hat etwa 1800 Mitglieder in neun Abteilungen. Die Vereinsfarben sind blau und weiß. Bekannt wurde der Verein durch die Handballabteilung. Die Männermannschaft spielte in der Saison 1992/93 in der 2. Bundesliga und nahm insgesamt sechsmal am DHB-Pokal teil.

## Geschichte und Abteilungen
Ältester Stammverein der heutigen Sportvereinigung ist der am 1. September 1891 gegründete Turnverein Versmold. Die weiteren Stammvereine sind der am 5. März 1921 gegründete Ballspiel-Verein Versmold sowie die im Jahre 1922 gegründete Freie Turn- und Sportvereinigung Versmold. Letzter Verein war im Arbeitersport aktiv und wurde im Jahre 1933 von den Nationalsozialisten verboten. Nach dem Ende des Zweiten Weltkrieges fusionierten die drei Vereine am 22. August 1945 zur Sportvereinigung Versmold. Am 22. Mai 1965 spaltete sich eine Gruppe von Handballern aus dem Versmolder Stadtteil Loxten als Sportfreunde Loxten von der Spvg Versmold ab. Zum 30. Juni 2008 löste sich die Tennisabteilung auf und schloss sich dem Verein Tennispark Versmold an. Die Spvg Versmold bietet Billard, Breitensport (Gymnasik- und Tanzgruppen), Fußball, Handball, Kegeln, Leichtathletik, Schach, Schwimmen und Tanzen an.

## Handball

### Geschichte
Die erfolgreichste Zeit der Versmolder Handballer begann in den 1980er Jahren unter der Leitung des Trainers und Managers Willi Möhle, der einst für den TuS Nettelstedt in der Bundesliga spielte. Nach dem Aufstieg in die Oberliga Westfalen im Jahre 1985 gelang der ersten Männermannschaft drei Jahre später der Aufstieg in die Regionalliga West. In der DHB-Pokalsaison 1989/90 sorgten die Versmolder für Furore, als sie über SuS Oberaden und dem VfL Bad Schwartau ins Achtelfinale einzogen und dort mit 19:22 beim Bundesligisten THW Kiel unterlagen. Der Aufstieg in die 2. Bundesliga wurde in der Regionalligasaison 1989/90 verpasst, als die Versmolder im Endspiel dem TV Aldekerk unterlagen. In der folgenden Spielzeit hatte in den Endspielen der TV Emsdetten die Nase vorn. Schließlich konnten die Versmolder 1992 nach Endspielsiegen über die TSG Altenhagen-Heepen aus Bielefeld den Aufstieg in die 2. Bundesliga feiern.
Die Spvg wurde der Gruppe Mitte zugeordnet. Mit zwei Punkten Rückstand auf einen Nichtabstiegsplatz wurde der Klassenerhalt als Drittletzter verfehlt. Der Verein versuchte daraufhin mit großem finanziellen Aufwand, den sofortigen Wiederaufstieg zu schaffen. Insidern war bekannt, dass die Versmolder Gehälter auf Bundesliganiveau zahlen konnten. Mit Bernhard Woite und Dirk Kelle wurden zwei Bundesligaspieler verpflichtet. Die Versmolder erreichten in der Regionalligasaison 1993/94 das Endspiel um die Westdeutsche Meisterschaft und trafen dort auf die TSG Herdecke. Nach einer 14:15-Niederlage in Herdecke endete das Rückspiel in Versmold mit einem 21:21-Unentschieden, so dass nur ein Tor am direkten Wiederaufstieg fehlte. In der folgenden Pokalsaison 1994/95 gastierte der THW Kiel in der zweiten Pokalrunde in Versmold und gewann mit 22:16. Zuvor schlug die Spvg den SV Concordia Staßfurt auswärts mit 21:18.
Erneut verpflichtete der Verein mit Holger Menke und Oliver Bratzke zwei Bundesligaspieler, bevor die den Spielbetrieb abwickelnde Handball in Versmold GmbH in finanzielle Schwierigkeiten geriet und schließlich Insolvenz anmelden musste. Laut dem Geschäftsführer sind „angekündigte, als sicher eingestufte Einnahmen nicht im Umfang wie zugesagt geflossen“. Die Spieler erhielten über Monate hinweg kein Geld und wurden vom Vorstand immer wieder vertröstet. Als Dirk Kelle im Januar 1995 eine Nasenbeinfraktur erlitt und operiert werden musste, stellte er fest, dass er gar nicht krankenversichert war. Die Insolvenz hatte auch Auswirkungen auf die Spieler, die über Jahre hinweg Steuern nachzahlen mussten. Dennoch spielte die Mannschaft lange Zeit um den Wiederaufstieg mit und verpasste mit einem Punkt Rückstand auf den Wuppertaler SV das Endspiel um den Aufstieg.
In der Pokalsaison 1995/96 erreichten die Versmolder über die Stationen SG Wilhelmsburg und TSV 1860 Stralsund noch einmal die dritte Runde, wo die Mannschaft gegen den Bundesligisten TV Niederwürzbach deutlich mit 17:32 verlor. Ab der Saison 1996/97 firmierte die Mannschaft als HSV Versmold. Nach zwei Spieltagen der Saison 1997/98 zog der Verein die Mannschaft zurück. Nach der Saison 2016/17 stieg die erste Herrenmannschaft in die Kreisliga ab. Drei Jahre später gelang der Wiederaufstieg in die Bezirksliga.

### Halle

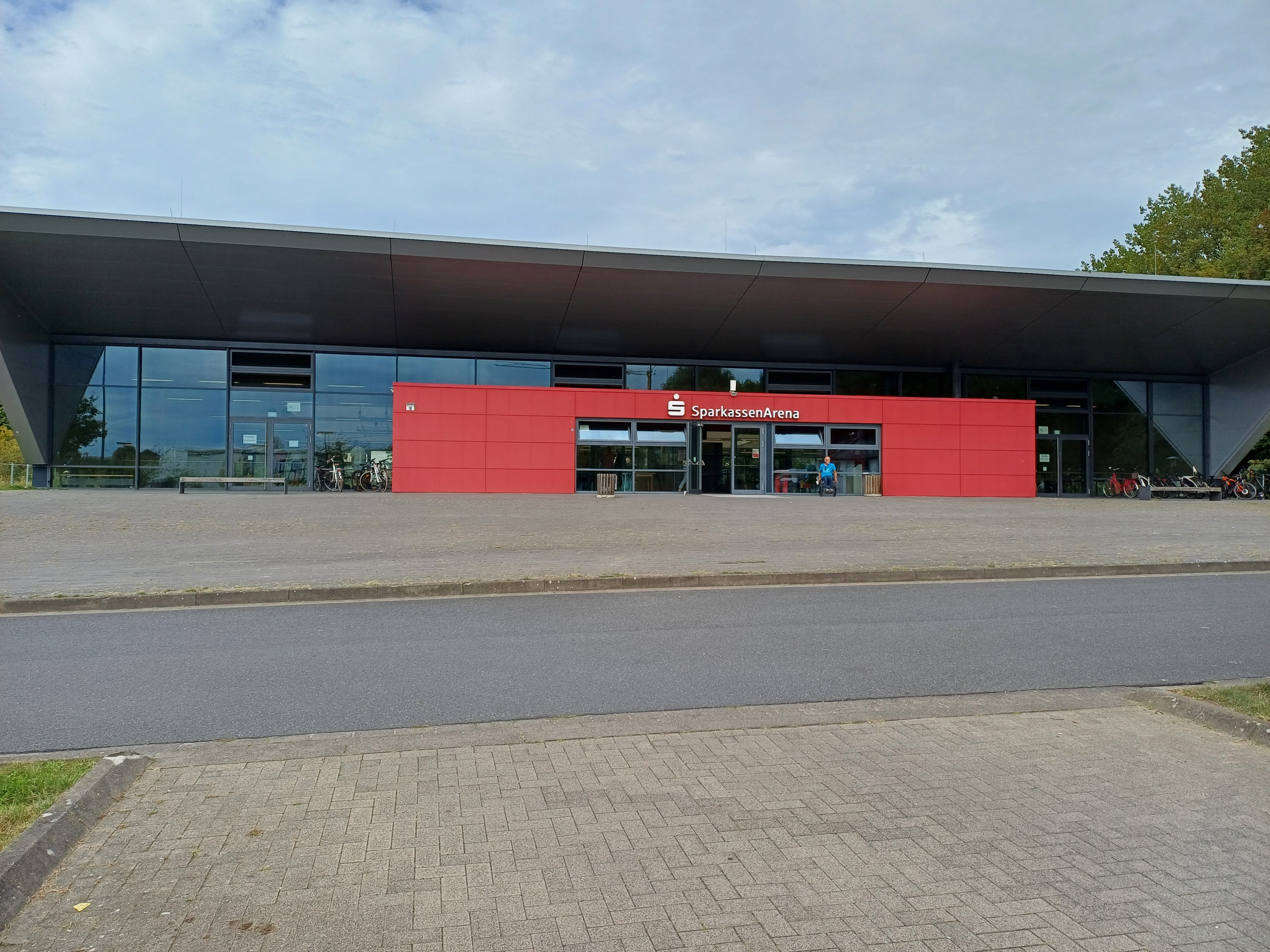
Sparkassen-Arena

Heimspielstätte ist die am 4. Februar 2011 eröffnete Sparkassen-Arena Versmold. Die Halle bietet 800 Zuschauern Platz, davon sind 300 Sitzplätze. Der Bau wurde von den BKS Architekten entworfen und dauerte ein Jahr und kostete knapp vier Millionen Euro. Die Stadtsparkasse Versmold sicherte sich für eine Summe von 750.000 Euro für zehn Jahre die Namensrechte an der Sporthalle.
Die Handballer der SpVg Versmold teilen sich die Halle mit den Lokalrivalen Sportfreunde Loxten, Spvg Hesselteich und der HSG Bockhorst-Dissen. Darüber hinaus war die Sparkassen-Arena mehrfach der Austragungsort des Haller-Kreisblatt-Pokals, der Hallenfußballmeisterschaft des Altkreises Halle. Zuvor spielten die Handballer der Spvg Versmold die Dreifachturnhalle an der CJD Christopherus-Sekundarschule. Die Halle wird auch für den Trainingsbetrieb genutzt.

### Saisonbilanzen
Grün unterlegte Platzierungen kennzeichnen einen Aufstieg während rot unterlegte Platzierungen auf Abstiege hinweisen.
| Saisonbilanzen 1985 bis 1992 | Saisonbilanzen 1985 bis 1992 | Saisonbilanzen 1985 bis 1992 | Saisonbilanzen 1985 bis 1992 | Saisonbilanzen 1985 bis 1992 | Saisonbilanzen 1985 bis 1992 |
| Saison                       | Liga                         | Level                        | Platz                        | Punkte                       |                              |
| ---------------------------- | ---------------------------- | ---------------------------- | ---------------------------- | ---------------------------- | ---------------------------- |
| 1985/86                      | Oberliga Westfalen           | IV                           | 4.                           | 33:19                        |                              |
| 1986/87                      | Oberliga Westfalen           | IV                           | 2.                           | 38:14                        |                              |
| 1987/88                      | Oberliga Westfalen           | IV                           | 1.                           | 37:11                        |                              |
| 1988/89                      | Regionalliga West, St. Nord  | III                          | 3.                           | 29:15                        |                              |
| 1989/90                      | Regionalliga West, St. Nord  | III                          | 3.                           | 25:19                        |                              |
| 1990/91                      | Regionalliga West, St. Nord  | III                          | 4.                           | 28:16                        |                              |
| 1991/92                      | Regionalliga West, St. Nord  | III                          | 1.                           | 34:10                        |                              |

| Saisonbilanzen 1992 bis 1998 | Saisonbilanzen 1992 bis 1998    | Saisonbilanzen 1992 bis 1998 | Saisonbilanzen 1992 bis 1998 | Saisonbilanzen 1992 bis 1998 | Saisonbilanzen 1992 bis 1998 |
| Saison                       | Liga                            | Level                        | Platz                        | Punkte                       |                              |
| ---------------------------- | ------------------------------- | ---------------------------- | ---------------------------- | ---------------------------- | ---------------------------- |
| 1992/93                      | 2. Bundesliga Mitte             | II                           | 12.                          | 19:33                        |                              |
| 1993/94                      | Regionalliga West, St. Nord     | III                          | 02.                          | 33:11                        |                              |
| 1994/95                      | Regionalliga West, St. Nord     | III                          | 02.                          | 33:11                        |                              |
| 1995/96                      | Regionalliga West, St. Nord     | III                          | 08.                          | 21:23                        |                              |
| 1996/97                      | Regionalliga West, St. Nord 1   | III                          | 10.                          | 19:25                        |                              |
| 1997/98                      | Regionalliga West, St. Nord 1 2 | III                          | 14.                          | –:–                          |                              |

### Spiele im DHB-Pokal
Grün unterlegte Ergebnisse kennzeichnen einen Sieg während rot unterlegte Ergebnisse auf eine Niederlage hinweisen.
| Saison  | Runde        | Partie                           | Ergebnis |
| ------- | ------------ | -------------------------------- | -------- |
| 1989/90 | 1. Runde     | Versmold – SuS Oberaden          | 21:20    |
| 1989/90 | 2. Runde     | Versmold – VfL Bad Schwartau     | 16:15    |
| 1989/90 | Achtelfinale | THW Kiel – Versmold              | 22:19    |
| 1993/94 | 1. Runde     | OSC 04 Rheinhausen – Versmold    | 21:14    |
| 1994/95 | 1. Runde     | SV Concordia Staßfurt – Versmold | 18:21    |
| 1994/95 | 2. Runde     | Versmold – THW Kiel              | 16:22    |

| Saison  | Runde    | Partie                        | Ergebnis    |
| ------- | -------- | ----------------------------- | ----------- |
| 1995/96 | 1. Runde | Versmold – SG Wilhelmsburg    | 28:27       |
| 1995/96 | 2. Runde | TSV 1860 Stralsund – Versmold | 18:19       |
| 1995/96 | 3. Runde | Versmold – TV Niederwürzbach  | 17:32       |
| 1996/97 | 1. Runde | Versmold – TV Emsdetten       | 22:23 n. V. |
| 1997/98 | 1. Runde | Versmold – Büdelsdorfer TSV   | 17:26       |

### Persönlichkeiten
- Nils Babin
- Andreas Bock
- Oliver Bratzke
- Alexej Demerza
- Jörg Engelhardt
- Uwe Harting
- Dirk Kelle
- Holger Menke
- Bernhard Woite

## Fußball

### Geschichte
Nach vielen Jahren auf Kreisebene begann der sportliche Aufschwung Mitte der 1970er Jahre. 1976 wurden die Versmolder erstmals Kreismeister und stieg 1979 in die Landesliga Westfalen auf. In den Jahren 1982 und 1985 wurde die Mannschaft jeweils Dritter, bevor die Versmolder von der Staffel 1 in die Staffel 5 versetzt wurden. 1986 stand die Mannschaft erstmals kurz vor dem Aufstieg in die Verbandsliga Westfalen. Die Spvg beendete die Saison punktgleich mit dem SC Neheim. Das Entscheidungsspiel im neutralen Lippstadt gewann Neheim allerdings mit 2:1. Es folgten zwei weitere Vizemeisterschaften hinter dem VfR Sölde bzw. Rot-Weiß Unna. Eine dritte Chance auf den Verbandsligaaufstieg ergab sich 1995, jedoch verlor die Spvg um den Ex-Profi Christian Knehans das Entscheidungsspiel um die Staffelmeisterschaft gegen Davaria Davensberg mit 2:3. Knapp 2.000 Zuschauer verfolgten das Spiel in Warendorf am Pfingstmontag, bei dem den Versmoldern unter anderem ein Eigentor unterlief. Kurioserweise hatten beide Mannschaften am Wochenende zuvor noch gemeinsam auf Mallorca den Saisonabschluss gefeiert. Ende der 1990er Jahre setzte der sportliche Niedergang ein.
1998 stieg die Mannschaft in die Bezirksliga ab und musste zwei Jahre später den Abstieg in die Kreisliga A hinnehmen. Zwischenzeitlich in die Kreisliga B abgerutscht, spielen die Fußballer seit dem Aufstieg im Jahre 2008 in der Kreisliga A. Dort wurden die Versmolder 2015 und 2016 Vizemeister hinter dem SC Hicret Bielefeld bzw. dem SV Häger. Erst 2020 gelang der Wiederaufstieg in die Bezirksliga. Die folgende Saison 2020/21 wurde wegen der anhaltenden COVID-19-Pandemie zunächst unterbrochen und später annulliert. Dadurch entgingen die zum Zeitpunkt der Unterbrechung auf den letzten Platz stehenden Versmolder den direkten Wiederabstieg. Ein Jahr später stiegen die Versmolder dann als Tabellenletzter ab und wurden in der folgenden Saison 2022/23 in die Kreisliga B durchgereicht.

### Stadion

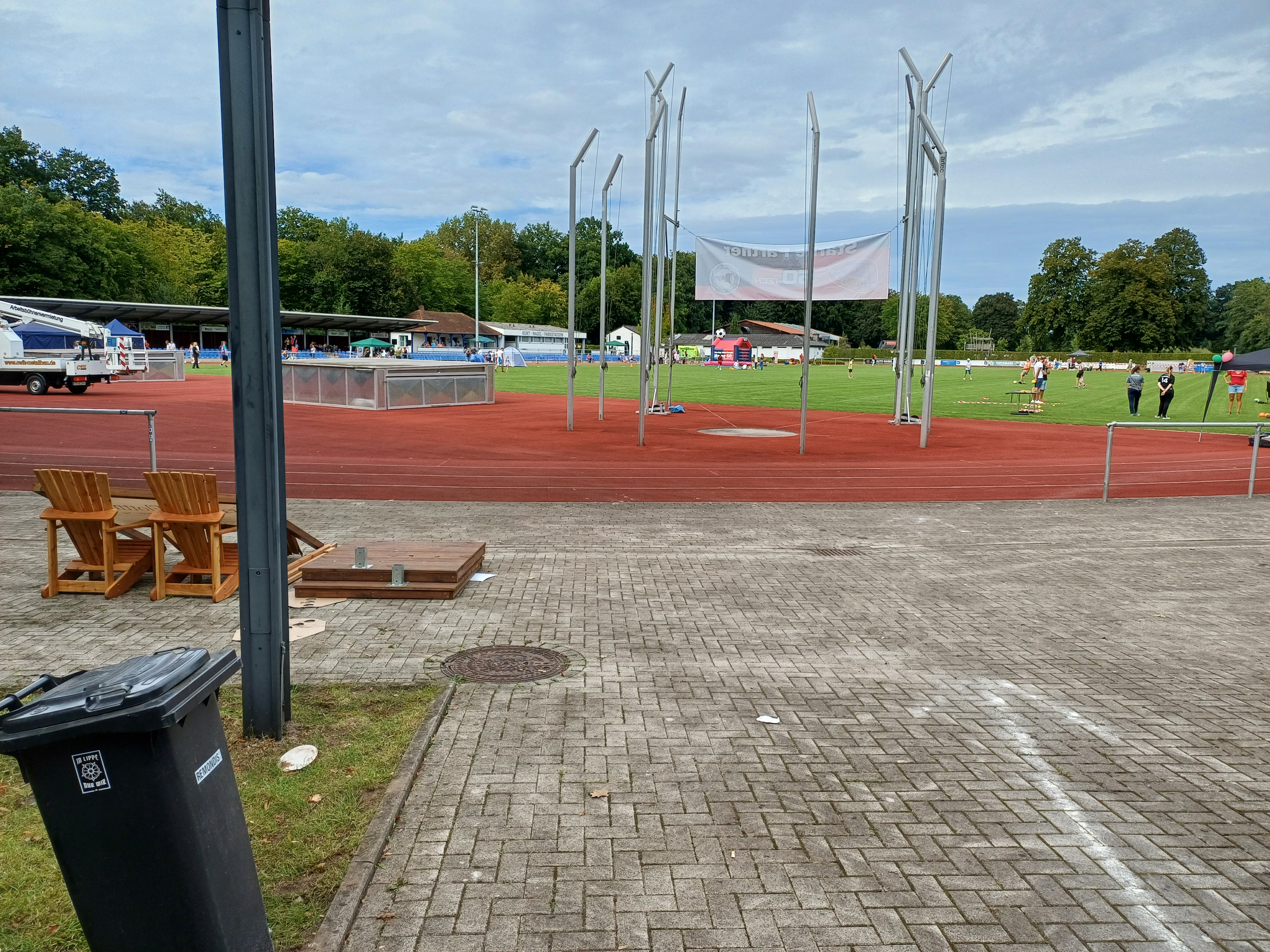
Kurt-Nagel-Parkstadion

Heimspielstätte der Fußballer ist das im Jahre 1950 eröffnete Kurt-Nagel-Parkstadion. Der Namensgeber Kurt Nagel gründete 1935 zusammen mit seinem Bruder Rudolf die ortsansässige Spedition Kraftverkehr Nagel. Das Stadion bietet Platz für 4000 Zuschauer und es wird auf Naturrasen gespielt. Es verfügt über eine Leichtathletikanlage des Typs C mit sechs Sprint- und vier Rundenbahnen. Nach einem Umbau wurde das Stadion am 7. und 8. September 2007 neu eröffnet. Neben Freundschaftsspielen zwischen Arminia Bielefeld und dem VfL Osnabrück sowie einer Versmolder Stadtauswahl gegen die Traditionsmannschaft des FC Schalke 04 gab es mehrere Leichtathletikwettbewerbe. Am 7. September 2024 empfing der Versmolder Stadtteilclub SC Peckeloh im Zweitrundenspiel des Westfalenpokal 2024/25 Arminia Bielefeld und verlor vor 3000 Zuschauern mit 0:1.

### Persönlichkeiten
- Miguel Álvarez Sánchez
- Karsten Bremke
- Uwe Erich
- Helmut Jonscher
- Christian Knehans
- Egon Köhnen
- Bjarne Pudel
- Michael Wirtz

### Saisonbilanzen
Grün unterlegte Platzierungen kennzeichnen einen Aufstieg während rot unterlegte Platzierungen auf Abstiege hinweisen.
| Saisonbilanzen 1970 bis 1998 | Saisonbilanzen 1970 bis 1998    | Saisonbilanzen 1970 bis 1998 | Saisonbilanzen 1970 bis 1998 | Saisonbilanzen 1970 bis 1998 | Saisonbilanzen 1970 bis 1998 |
| Saison                       | Liga                            | Level                        | Platz                        | Punkte                       |                              |
| ---------------------------- | ------------------------------- | ---------------------------- | ---------------------------- | ---------------------------- | ---------------------------- |
| 1970/71                      | 1. Kreisklasse Bielefeld        | VII                          | 14.                          | 21:35                        |                              |
| 1971/72                      | 2. Kreisklasse Bielefeld, Gr. 2 | VIII                         | 3.                           | 37:15                        |                              |
| 1972/73                      | 2. Kreisklasse Bielefeld, Gr. 2 | VIII                         | 1.                           | 53:3                         |                              |
| 1973/74                      | 1. Kreisklasse Bielefeld        | VII                          | 2.                           | 43:13                        |                              |
| 1974/75                      | 1. Kreisklasse Bielefeld        | VII                          | 6.                           | 27:29                        |                              |
| 1975/76                      | 1. Kreisklasse Bielefeld        | VII                          | 1.                           | 50:6                         |                              |
| 1976/77                      | Bezirksklasse Westfalen, Gr. 2  | VI                           | 8.                           | 30:30                        |                              |
| 1977/78                      | Bezirksliga Westfalen, Gr. 2    | VI                           | 4.                           | 37:23                        |                              |
| 1978/79                      | Bezirksliga Westfalen, Gr. 2    | VI                           | 1.                           | 49:11                        |                              |
| 1979/80                      | Landesliga Westfalen, Gr. 1     | V                            | 6.                           | 34:26                        |                              |
| 1980/81                      | Landesliga Westfalen, Gr. 1     | V                            | 4.                           | 35:25                        |                              |
| 1981/82                      | Landesliga Westfalen, Gr. 1     | V                            | 3.                           | 38:22                        |                              |
| 1982/83                      | Landesliga Westfalen, Gr. 1     | V                            | 10.                          | 27:33                        |                              |
| 1983/84                      | Landesliga Westfalen, Gr. 1     | V                            | 6.                           | 35:25                        |                              |
| 1984/85                      | Landesliga Westfalen, Gr. 1     | V                            | 3.                           | 35:25                        |                              |
| 1985/86                      | Landesliga Westfalen, Gr. 5     | V                            | 2.                           | 45:15                        |                              |
| 1986/87                      | Landesliga Westfalen, Gr. 5     | V                            | 2.                           | 37:27                        |                              |
| 1987/88                      | Landesliga Westfalen, Gr. 5     | V                            | 2.                           | 39:25                        |                              |
| 1988/89                      | Landesliga Westfalen, Gr. 5     | V                            | 6.                           | 32:32                        |                              |
| 1989/90                      | Landesliga Westfalen, Gr. 5     | V                            | 5.                           | 35:25                        |                              |
| 1990/91                      | Landesliga Westfalen, Gr. 5     | V                            | 4.                           | 35:25                        |                              |
| 1991/92                      | Landesliga Westfalen, Gr. 5     | V                            | 7.                           | 31:29                        |                              |
| 1992/93                      | Landesliga Westfalen, Gr. 5     | V                            | 6.                           | 31:25                        |                              |
| 1993/94                      | Landesliga Westfalen, Gr. 5     | V                            | 4.                           | 36:24                        |                              |
| 1994/95                      | Landesliga Westfalen, Gr. 5     | VI                           | 2.                           | 48:12                        |                              |
| 1995/96                      | Landesliga Westfalen, Gr. 5     | VI                           | 9.                           | 36                           |                              |
| 1996/97                      | Landesliga Westfalen, Gr. 5     | VI                           | 13.                          | 32                           |                              |
| 1997/98                      | Landesliga Westfalen, Gr. 5     | VI                           | 15.                          | 32                           |                              |

| Saisonbilanzen seit 1998 | Saisonbilanzen seit 1998     | Saisonbilanzen seit 1998 | Saisonbilanzen seit 1998 | Saisonbilanzen seit 1998 | Saisonbilanzen seit 1998 |
| Saison                   | Liga                         | Level                    | Platz                    | Punkte                   |                          |
| ------------------------ | ---------------------------- | ------------------------ | ------------------------ | ------------------------ | ------------------------ |
| 1998/99                  | Bezirksliga Westfalen, Gr. 2 | VII                      | 8.                       | 43                       |                          |
| 1999/00                  | Bezirksliga Westfalen, Gr. 2 | VII                      | 16.                      | 15                       |                          |
| 2000/01                  | Kreisliga A2 Bielefeld       | VIII                     | 15.                      | 14                       |                          |
| 2001/02                  | Kreisliga B3 Bielefeld       | IX                       | 7.                       | 48                       |                          |
| 2002/03                  | Kreisliga B3 Bielefeld       | IX                       | 3.                       | 71                       |                          |
| 2003/04                  | Kreisliga B3 Bielefeld       | IX                       | 3.                       | 63                       |                          |
| 2004/05                  | Kreisliga B2 Bielefeld       | IX                       | 7.                       | 50                       |                          |
| 2005/06                  | Kreisliga B2 Bielefeld       | IX                       | 9.                       | 41                       |                          |
| 2006/07                  | Kreisliga B2 Bielefeld       | IX                       | 2.                       | 64                       |                          |
| 2007/08                  | Kreisliga B2 Bielefeld       | IX                       | 1.                       | 66                       |                          |
| 2008/09                  | Kreisliga A Bielefeld        | IX                       | 3.                       | 52                       |                          |
| 2009/10                  | Kreisliga A Bielefeld        | IX                       | 3.                       | 63                       |                          |
| 2010/11                  | Kreisliga A Bielefeld        | IX                       | 7.                       | 49                       |                          |
| 2011/12                  | Kreisliga A Bielefeld        | IX                       | 6.                       | 47                       |                          |
| 2012/13                  | Kreisliga A Bielefeld        | IX                       | 6.                       | 47                       |                          |
| 2013/14                  | Kreisliga A Bielefeld        | IX                       | 4.                       | 48                       |                          |
| 2014/15                  | Kreisliga A Bielefeld        | IX                       | 2.                       | 65                       |                          |
| 2015/16                  | Kreisliga A Bielefeld        | IX                       | 2.                       | 62                       |                          |
| 2016/17                  | Kreisliga A Bielefeld        | IX                       | 5.                       | 50                       |                          |
| 2017/18                  | Kreisliga A Bielefeld        | IX                       | 6.                       | 46                       |                          |
| 2018/19                  | Kreisliga A Bielefeld        | IX                       | 7.                       | 44                       |                          |
| 2019/20                  | Kreisliga A Bielefeld        | IX                       | 1.                       | 2,33                     |                          |
| 2020/21                  | Bezirksliga Westfalen, Gr. 2 | VIII                     | annulliert               | annulliert               |                          |
| 2021/22                  | Bezirksliga Westfalen, Gr. 2 | VIII                     | 18.                      | 10                       |                          |
| 2022/23                  | Kreisliga A Bielefeld        | IX                       | 14.                      | 24                       |                          |
| 2023/24                  | Kreisliga B1 Bielefeld       | X                        | 3.                       | 62                       |                          |
| 2023/24                  | Kreisliga B1 Bielefeld       | X                        | 7.                       | 45                       |                          |